# Aéroport de Christmas Creek
Pour les articles homonymes, voir CXQ.
L'aéroport de Christmas Creek (IATA : CXQ ; OACI : YCRK) est un aéroport situé Christmas Creek Station à environ 1,4 km au nord-est de la Communauté aborigène de Wangkatjungka (en) en Australie-Occidentale (Australie).